# Os Mutantes
Os Mutantes són una influent banda Brasilera de rock psicodèlic que va estar lligada al moviment Tropicália a finals dels 1960, originalment formada pels  germans Días Baptista i Rita Lee.
Malgrat que en el seu moment no van tenir una gran fama, són considerats un dels principals grups del rock brasiler. Van ser pioners en la utilització de distorsions i mescles d'estudi, es van caracteritzar per la irreverència i van ser els primers a barrejar elements musicals i temàtics brasilers amb el rock i el pop. La seva influència en els músics brasilers posteriors, i també en grups estrangers, ha fet que es revaloritzessin i avui en dia siguin un grup de culte al Brasil

## Història

### Orígens
L'origen de Os Mutantes va ser la banda The Wooden Faces, formada el 1964 per Arnaldo Baptista, el seu germà Cláudio César Días Baptista i dos membres més. Posteriorment van incorporar Rita Lee i més tard Sérgio Días, germà petit d'Arnaldo i Cláudio César. Passaren a dir-se Six Sided Rockers, nom que van canviar més tard per O’Seis. L'any 1966, quan deixaren la banda tres dels seus membres, Arnaldo Baptista (baix, teclats i veu), Sérgio Dias (guitarra i veu), i Rita Lee (cantant) van rebatejar el grup com Os Mutantes abans de participar en un programa de televisió dirigit pel cantant de la Jovem Guarda, Ronnie Von, que va ser qui els va suggerir el nou nom.

### Tropicália i rock experimental

Os Mutantes, 1971.

La seva aparició al programa, el 15 d'octubre de 1966, va causar impacte i els va dur a seguir apareixent a la televisió i a ser apadrinats pel mestre Rogério Duprat. A partir d'aleshores, Duprat els va fer els arranjaments, els va fer participar en el grans festivals de música brasilera i els va presentar Gilberto Gil. D'aquesta forma van entrar en contacte amb el moviment Tropicália.
L'any 1968 van publicar el seu primer disc, Os Mutantes, influït per la música dels Beatles i el rock psicodèlic, així com per Tropicália: incloïa la cançó Panis et Circenses, composta per a ells per Caetano Veloso i Gilberto Gil, i "Trem Fantasma", composta en col·laboració amb Caetano. El mateix any van participar en el disc Tropicália: ou Panis et Circenses, disc-manifest del moviment tropicalista, amb Caetano Veloso, Gilberto Gil, Gal Costa, Tom Zé i Nara Leão, interpretant el tema que dona nom a l'àlbum.
Mentre va durar Tropicália, van participar en festivals i van fer concerts, actuant de vegades com a grup acompanyant de Caetano Veloso. Va ser en un d'aquests moments quan Caetano va llançar, davant un públic indignat, la seva proclama "É Proibido Proibir". La detenció el desembre de 1968 i posterior exili de Caetano Veloso i Gilberto Gil per la dictadura militar significaren el final del moviment tropicalista.
L'any 1969 van anar a França i van tocar a l'Olympia de París. A patir del seu quart disc, A Divina Comédia ou Ando Meio Desligado (1970), accentuaren el caràcter rock de la seva música. L'any 1971 s'incorporaren a la banda el baixista Lima Filho ("Liminha") i el percussionista Ronaldo ("Dinho") Leme. Tots cinc van gravar cinc àlbums. Dos d'ells, però, es van publicar amb el nom de Rita Lee, per interessos de la discogràfica, i un altre, Tecnicolor, no es va publicar fins a l'any 2000.

### Declivi
L'any 1971, Arnaldo Baptista i Rita Lee es casaren, però se separaren l'any següent. Poc després, Rita va deixar el grup per iniciar la seva carrera en solitari. L'any 1973, la resta del grup va gravar (sense publicar-lo) el disc O A e o Z que marca un viratge cap al rock progressiu. Arnaldo, depressiu i afectat pel seu consum de drogues i per la separació de Rita, va deixar Os Mutantes aquest mateix any. El seguiren Dinho i, un any després, Liminha. Sérgio va continuar amb la banda, per la qual van passar cinc músics més. Van publicar dos discos més, però el seu públic era cada vegada més restringit i underground, en uns anys molt difícils per a tot el rock brasiler. Sérgio no va deixar d'intentar infructuosament que hi tornés el seu germà Arnaldo, fins que, el 1978, va decidir dissoldre la banda.

### Reivindicació i retorn

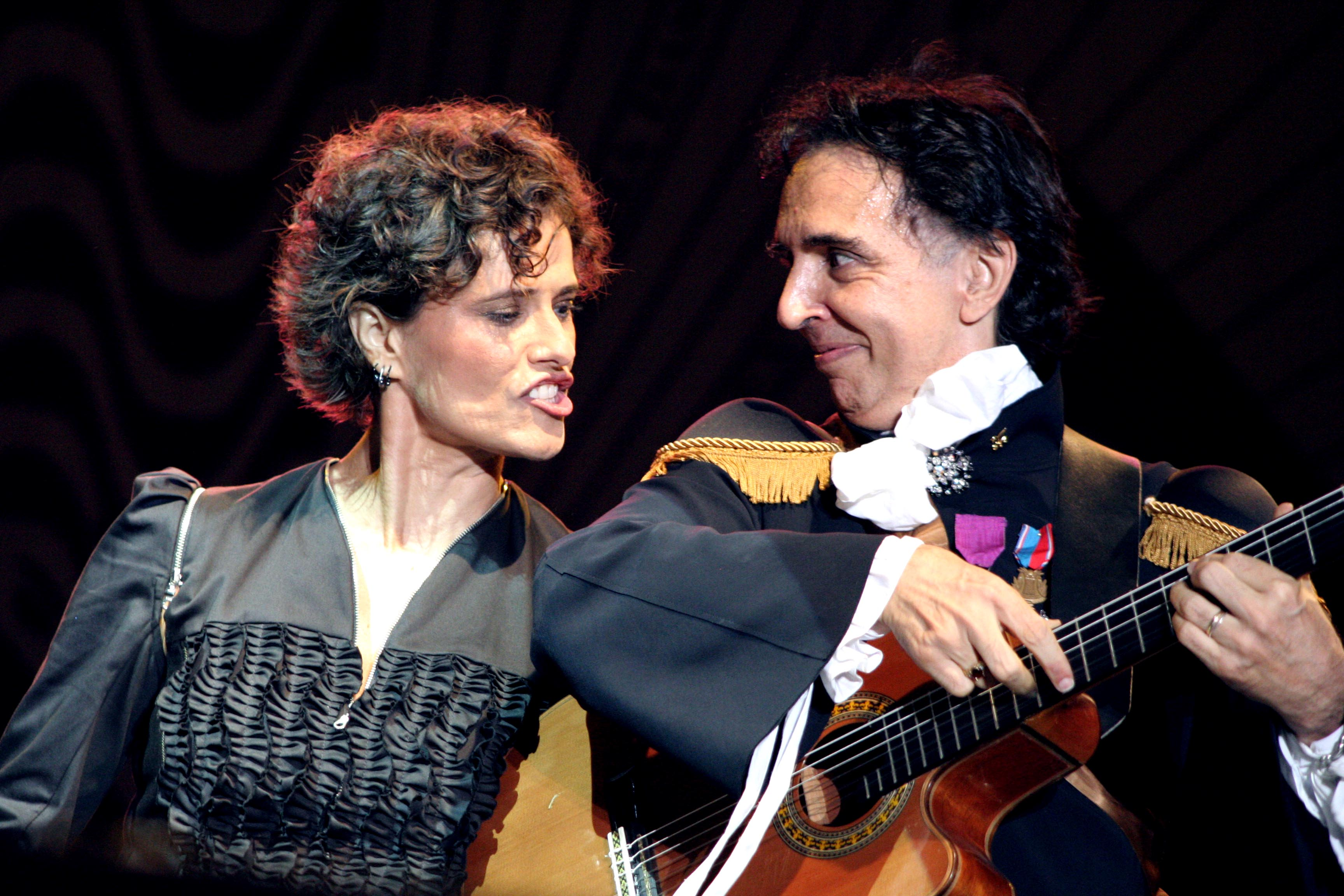
Sérgio Dias amb Zélia Duncan, en un dels revivals de la banda.

Durant els anys 90, músics underground i independents dels Estats Units i Europa, com Kurt Cobain, van començar a reivindicar-los. Es van publicar algunes de les seves gravacions inèdites i treballs d'homenatge de músics pop-rock brasilers.
L'any 2006, amb motiu de la mostra Tropicália al Barbican Arts Centre de Londres, es van tornar a reunir, sense Rita Lee, que va ser reemplaçada per Zélia Duncan, ni Liminha. Va seguir un gira per Estats Units i actuacions al Brasil. Es van reeditar els seus discos, remasteritzats. El 2008, Arnaldo Baptista i Zélia Duncan va deixar la banda, mentre que Liminha s'hi va reincorporar. El 2009 van treure la primera cançó després de 25 anys, Mutantes Depois.

## Importància en la música brasilera
Abans de Os Mutantes, el Brasil havia conegut èxits importants de rock autòcton. Però sempre amb un format mimètic o, quan va intentar adaptar-se a la idiosincràsia brasilera, edulcorat i comercial: l'anomenat iê-iê-iê i la posterior Jovem Guarda, representada per Erasmo i Roberto Carlos. Os Mutantes van representar una autèntica revolució, ja que van barrejar lliurement el rock psicodèlic amb els clixés de la música brasilera, des de la samba a la música del sertão, amb experiments avantguardistes i un kitsch irreverent. A més, si s'aprecia clarament en la seva música que són deutors dels Beatles i el seu Sergeant Pepper's, no es limiten a imitar-los sinó que integren la seva influència en un estil creatiu i personal. També van ser influïts per Jimi Hendrix, and Sly & the Family Stone.

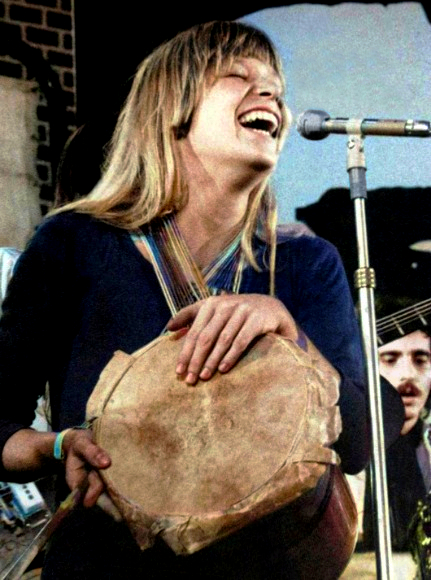
Rita Lee, 1972

D'altra banda, es diferencien de la resta del moviment tropicalista. Caetano Veloso, Gilberto Gil i Tom Zé van ser revolucionaris i provocadors en un Brasil conservador, sota una dictadura militar, tant estèticament com pel seu missatge ideològic i polític. Però els seus espectacles delirants lligaven amb l'ambient festiu dels carnavals i musicalment s'enquadraven més en els llenguatges brasilers (samba, bossa nova, ritmes afrobrasilers). En canvi, Os Mutantes van seguir l'onada del rock i la música psicodèlica anglosaxona i, en comptes de tancar-se en la seva parcel·la, van saltar la barrera d'aquest llenguatge i es presentaren sense complexos en els àmbits propis de la MPB (festivals, platós televisius). Per al públic brasiler van representar un xoc comparable a l'evolució de Bob Dylan del folk al rock o, a casa nostra, de la figura de Pau Riba respecte als Setze Jutges i la resta de la Nova Cançó.
En començar la desintegració de la banda, i amb el gir de Sérgio cap al rock progressiu, els representants del rock brasiler més originals seran Arnaldo Baptista, poc prolífic pels seus problemes personals, Rita Lee, que a poc a poc virarà cap a un rock més suavitzat i Raul Seixas, que acabarà llençant la tovallola. Després d'ells, el rock brasiler queda cada vegada més reduït als cercles underground, fins que torna a aixecar el cap a finals dels anys 80 i principis dels 90 amb Titãs i Legião Urbana. Però tot el rock brasiler posterior, i el conjunt de la MPB, seran ja deutors del trencament provocat per Os Mutantes.
A l'estranger han reconegut haver estat influïts per ells els estatunidencs Kurt Cobain, White Flag i Redd Kross que els esmenten el 1988 en el seu LP conjunt Alien Sleestaks from Brazil, Beck, els britànics The Bees, el canadenc Kevin Barnes, Sean Lennon. David Byrne, líder dels Talking Heads ha publicat i promogut la música de Os Mutantes a través del seu segell Luaka Bop.

## Discografia

### Àlbums d'estudi
- 1968: Os Mutantes
- 1968: Tropicália: ou Panis et Circenses(amb Gilberto Gil, Caetano Veloso, Tom Zé, Nara Leão i Gal Costa)
- 1969: Mutantes
- 1970: A Divina Comédia ou Ando Meio Desligado
- 1970: Build Up (àlbum de Rita Lee en solitari, gravat amb Os Mutantes)
- 1971: Tecnicolor (no publicat fins a l'any 2000)
- 1971: Jardim Elétrico
- 1972: Mutantes e Seus Cometas no País do Baurets
- 1972: Hoje é o Primero Dia do Resto da Sua Vida (àlbum de Rita Lee en solitari, gravat amb Os Mutantes)
- 1973: O A e o Z (no publicat fins a l'any 1992)
- 1974: Tudo Foi Feito Pelo Sol
- 2009: Haih Or Amortecedor

#### Àlbums en directe
- 1976: Mutantes Ao Vivo
- 2006: Mutantes Ao Vivo - Barbican Theatre, Londres 2006
- 2006: Tropicália: A Brazilian Revolution in Sound (amb Gilberto Gil, Caetano Veloso, Tom Zé, Gal Costa i Jorge Ben)

#### Recopilacions
- 1999: Everything is Possible: The Best of Os Mutantes
- 2006: De Volta Ao Planeta Dos Mutantes

#### EPs
- 1968: A Voz do Morto/Baby/Marcianita/Saudosismo (amb Caetano Veloso)
- 1969: Fuga n° II/Adeus, Maria Fulô/Dois Mil e Um/Bat Macumba
- 1970: Hey Boy/Desculpe Babe/Ando Meio Desligado/Preciso Urgentemente Encontrar Um Amigo
- 1976: Cavaleiros Negros/Tudo Bem/Balada do Amigo

#### Singles
- 1966: "Suicida"/"Apocalipse" (com "O'Seis")
- 1968: "É Proibido Proibir"/"Ambiente de Festival" (amb Caetano Veloso)
- 1968: "A Minha Menina"/"Adeus Maria Fulô"
- 1969: "Dois Mil e Um"/"Dom Quixote"
- 1969: "Ando Meio Desligado"/"Não Vá Se Perder Por Aí"
- 1971: "Top Top"/"It's Very Nice Pra Xuxu"
- 1972: "Mande Um Abraço Pra Velha"
- 2008: "Mutantes Depois"

#### DVD
- 2006: Mutantes Ao Vivo - Barbican Theatre, Londres 2006

#### Àlbums d'homenatge
- 1989: Sanguinho Novo
- 1995: Onde é Que Está O Meu Rock and Roll? (Arnaldo Antunes, Kid Abelha, Lulu Santos, Pato Fu i Planet Hemp)

## Membres
| Anys         | Membres |
| ------------ | --- |
| 1968–1970    | - Arnaldo Baptista – baix, teclats, veu - Rita Lee – veu, percussió, (!!!recorder, autoharp, theremin!!!)) - Sérgio Dias – guitarres, veu, baix |
| 1971–1972    | - Arnaldo Baptista –, teclats, veu - Rita Lee – veu, percussió, teclats - Sérgio Dias – guitarres, veu, sitar - Liminha – baix, veu - Dinho Leme – bateria, percussió |
| 1973         | - Arnaldo Baptista – teclats, veu, violoncel - Sérgio Dias – guitarres, veu, sitar - Liminha – baix, guitarra acústica, veu - Dinho Leme – bateria, percussió, tabla |
| 1973         | - Sérgio Dias – guitarra, veu, sitar - Liminha – baix, veu - Dinho Leme – bateria, percussió - Manito – teclats, saxo, flauta |
| 1973–1974    | - Sérgio Dias – guitarra, veu, sitar - Liminha – baix, veu - Rui Motta – bateria, percussió - Túlio Mourão – teclats, veu |
| 1974–1976    | - Sérgio Dias – guitarra, veu, sitar - Rui Motta – bateria, percussió - Túlio Mourão – teclats, veu - Antônio Pedro – baix, veu |
| 1976–1978    | - Sérgio Dias – guitarra, veu - Rui Motta – bateria, percussió - Luciano Alves – teclats, veu - Paulo de Castro – baix, veu |
| 1978         | - Sérgio Dias – guitarra, veu - Rui Motta – bateria, percussió - Luciano Alves – teclats, veu - Fernando Gama – baix, veu |
| 1978–2006    | Dissolució de la banda |
| 2006–2007    | - Sérgio Dias – veu i guitarres - Arnaldo Baptista – veu i teclats - Dinho Leme – bateria, percussió - Zélia Duncan – veu |
| 2008–present | - Sérgio Dias – veu, guitarres, orgue, violoncel, oud, percussió i harmònica - Dinho Leme – bateria, percussió i veu - Bia Mendes - veu i percussió - Fábio Recco - veu i piano - Vinícius Junqueira - baix i piano baix - Henrique Peters - veu, teclats, piano i orgue - Vitor Trida - veu, teclats, guitarres, viola caipira, flauta, violoncel i violí |